# Nikola Šarounová
Nikola Šarounová (* 22. listopadu 1995 Rychnov nad Kněžnou) je česká sportovní střelkyně.

## Životopis
Narodila se 22. listopadu 1996 v Rychnově nad Kněžnou, od narození žije v Doudlebech nad Orlicí. Je vdaná, před sňatkem se jmenovala Nikola Mazurová.
Od malička ji zajímala střelba, začínala střílet se vzduchovkou svého dědečka, který také v Doudlebech založil klub SSK Doudleby nad Orlicí. V klubu se stal jejím trenérem tatínek Ivo Mazura, později přešla do Dukly Plzeň za kterou střílí do teď.

## Nejlepší výsledky
- Střelec roku 2012 (junioři)
- Střelec roku 2014
- Světový rekord malorážka 3x20 (junioři) 4x
- Světový rekord malorážka 3x20 (týmy) 1x
- Světový rekord vzduchová puška (junioři) 1x

- 2009 - stříbro ME (junioři, týmy) - Osijek, (Chorvatsko)
- 2010 - zlato MS (junioři, týmy) - Mnichov, (Německo)
- 2011 - bronz ME (junioři, týmy) - Brescia, (Itálie)
- 2012 - stříbro ME (junioři) + stříbro ME (junioři, týmy) - Vierumaki, (Finsko)
- 2013 - bronz ME (junioři) + stříbro ME (junioři, týmy) + zlato ME (týmy) - Odense (Dánsko), Osijek (Chorvatsko)
- 2014 - zlato Akademické MS + stříbro Akademické MS + 2x stříbro Akademické MS (týmy) - Al Ain, (UAE)
- 2015 - 2x stříbro ME (týmy) + bronz ME (týmy) - Arnhem (Nizozemsko), Maribor, (Slovinsko)
- 2016 - OH, Rio de Janeiro, (Brazílie)
- 2017 - ME (týmy) - Maribor, (Slovinsko)
- 2019 - EH – Minsk, (Bělorusko)
- 2021 - OH – Tokio, (Japonsko)